# Pago Pago
Pour les articles homonymes, voir Pago et Pago (jus de fruit).

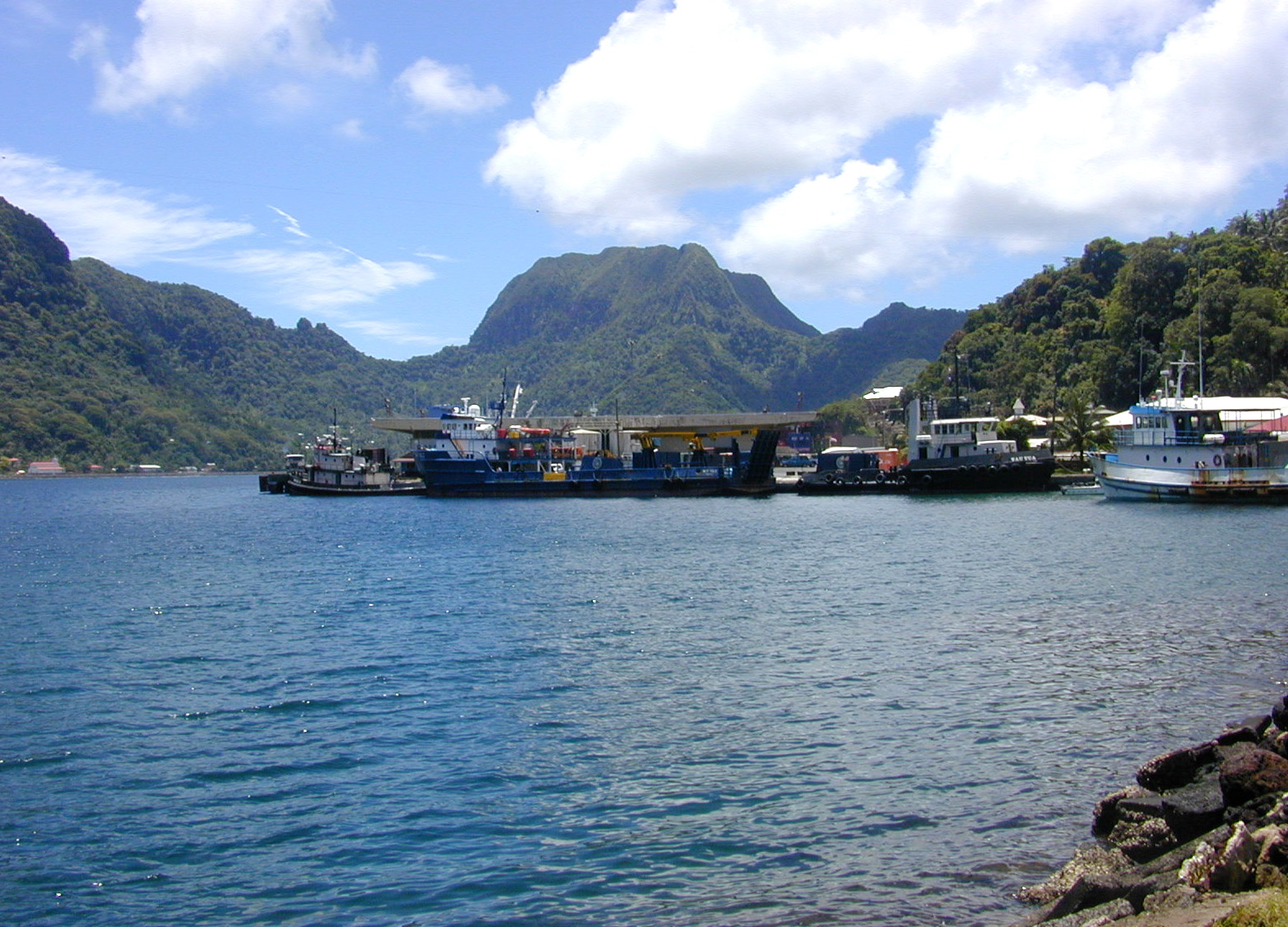
Pago Pago

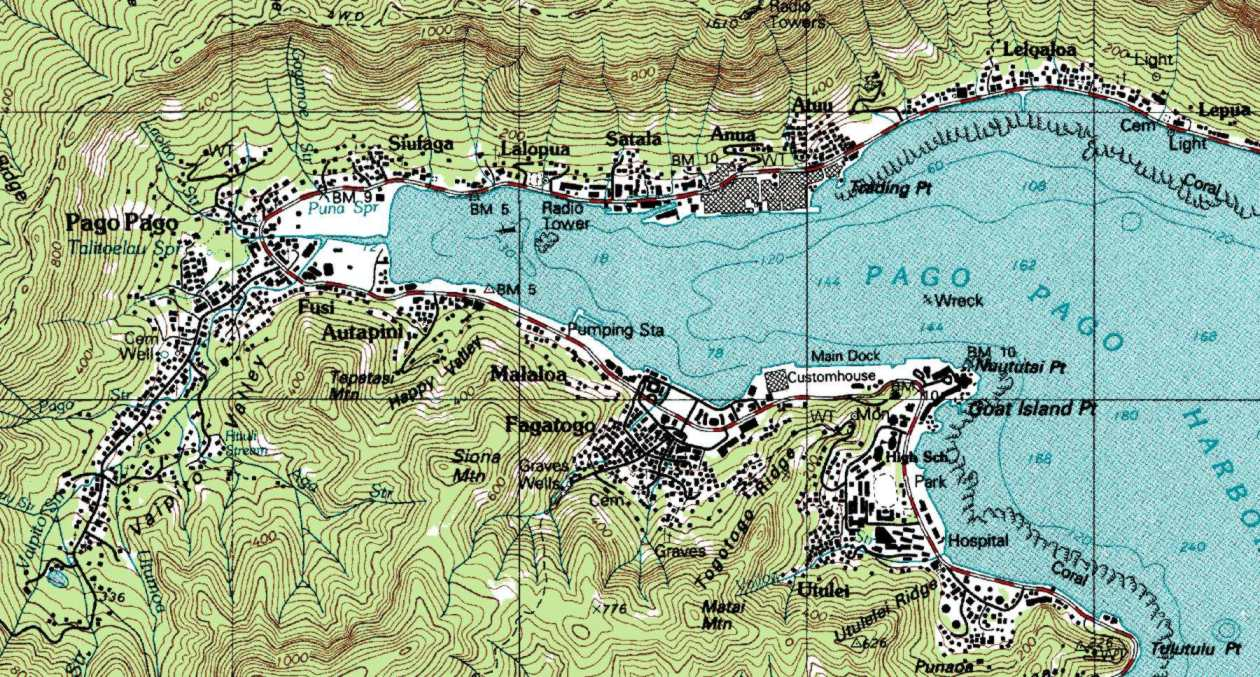
Carte de la baie de Pago Pago

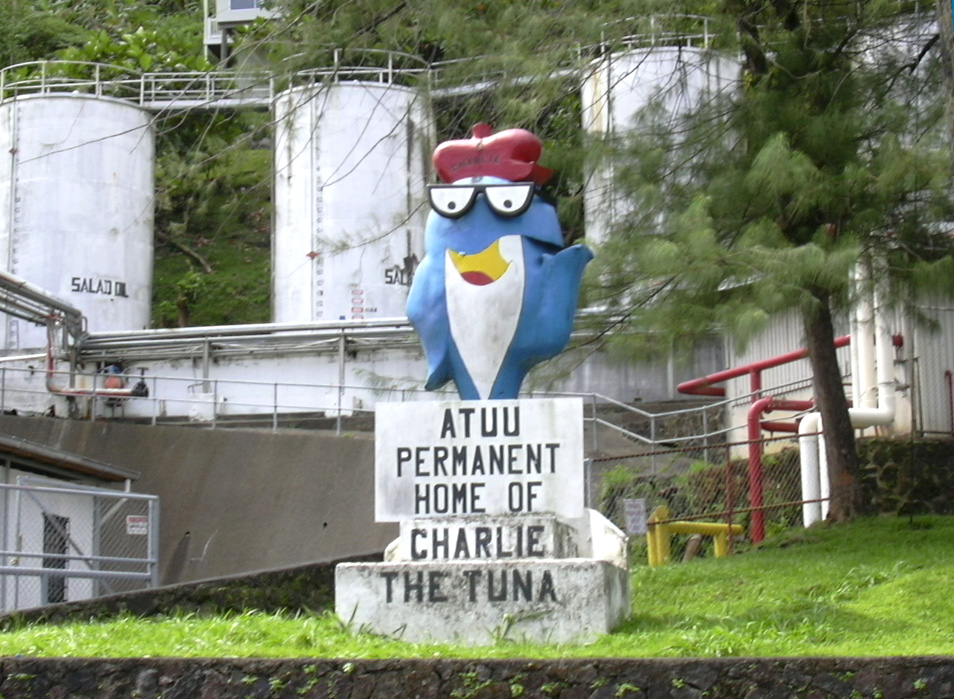
Statue de Charlie le thon, logo de la société StarKist Tuna à Pago Pago.

Pago Pago (prononcé en anglais : /ˈpɑŋɡoʊˈpɑŋɡoʊ/ ; en samoan : /ˈpaŋo ˈpaŋo/) est la capitale de facto des Samoa américaines, un territoire des États-Unis situé dans l'océan Pacifique. Le parlement de ce territoire siège à Fagatogo.
La ville est située dans le comté de Maʻopūtasi sur l'île de Tutuila. En 2010, sa population était de 3 656 habitants et la population de son aire urbaine était de 15 000 habitants (contre 8 000 en 2000). 
Le port de Pago Pago est le seul port accessible des Samoa américaines. Son emplacement, en eaux profondes et à l'abri des vents, est particulièrement stratégique, notamment pour la pêche,. La valeur totale du poisson pêché à Pago Pago (environ US$200 000 000 par an) est la plus élevée de tous les ports américains. Les entreprises "StarKist" et "Chicken of the Sea" ont exporté un total de US$445 millions de thon en boîte pêché dans ce port vers la métropole.

## Climat
D'après la classification de Köppen, Pago Pago a un climat tropical humide.
| Mois                                  | jan.    | fév.    | mars    | avril   | mai     | juin    | jui.    | août    | sep.    | oct.    | nov.    | déc.    | année   |
| ------------------------------------- | ------- | ------- | ------- | ------- | ------- | ------- | ------- | ------- | ------- | ------- | ------- | ------- | ------- |
| Température minimale moyenne (°C)     | 25,7    | 25,7    | 25,7    | 25,6    | 25,5    | 25,4    | 25,1    | 25      | 25,3    | 25,4    | 25,6    | 25,7    | 25,5    |
| Température moyenne (°C)              | 28,3    | 28,4    | 28,5    | 28,3    | 27,9    | 27,5    | 27,2    | 27,2    | 27,6    | 27,8    | 28,1    | 28,3    | 27,9    |
| Température maximale moyenne (°C)     | 31      | 31,2    | 31,3    | 31      | 30,3    | 29,6    | 29,2    | 29,3    | 29,8    | 30,2    | 30,6    | 30,6    | 30,4    |
| Record de froid (°C) date du record   | 19 1965 | 18 1965 | 17 1965 | 20 1979 | 18 1964 | 16 1965 | 17 1964 | 16 1964 | 17 1964 | 15 1964 | 16 1959 | 18 1964 | 15 1964 |
| Record de chaleur (°C) date du record | 35 1998 | 37 1958 | 35 1998 | 35 1998 | 34 2000 | 35 1988 | 33 2002 | 33 2002 | 33 2002 | 34 2001 | 35 1998 | 34 2001 | 37 1958 |
| Précipitations (mm)                   | 387,3   | 348     | 278,1   | 286,3   | 297,9   | 161,8   | 190,8   | 176     | 202,9   | 260,1   | 306,1   | 364,5   | 3 259,8 |
| Nombre de jours avec précipitations   | 24,3    | 22      | 23,8    | 22,2    | 20,8    | 18,8    | 20      | 19      | 18,4    | 21,1    | 21,3    | 23,8    | 255,5   |

| Diagramme climatique                                  |             |               |             |               |               |               |           |               |               |               |               |
| J                                                     | F           | M             | A           | M             | J             | J             | A         | S             | O             | N             | D             |
| 3125,7387,3                                           | 31,225,7348 | 31,325,7278,1 | 3125,6286,3 | 30,325,5297,9 | 29,625,4161,8 | 29,225,1190,8 | 29,325176 | 29,825,3202,9 | 30,225,4260,1 | 30,625,6306,1 | 30,625,7364,5 |
| Moyennes : • Temp. maxi et mini °C • Précipitation mm |             |               |             |               |               |               |           |               |               |               |               |

## Patrimoine
- L'Hôtel du Gouvernement, construit en 1903, est la résidence officielle du Gouverneur des Samoa américaines.

## Dans la littérature
- Escale à Pago-Pago, 16e roman de la série SAS, par Gérard de Villiers.
- Pluie de W. Somerset Maugham

## Au cinéma
- Pago Pago, île enchantée (South of Pago Pago), film de 1940.